# 5,7-二甲氧基香豆素
5,7-二甲氧基香豆素（英語：Citropten，或称为白柠檬素）是一种天然有机化合物，分子式为C11H10O4，存在于青檸、柠檬和佛手柑等柑橘属果实里提炼的精油中。